# Качване и сваляне на данни
В компютърните мрежи под изтегляне, сваляне или даунлоуд (на английски: download) се разбира процесът на получаване на данни от отдалечена система на локалната система или от сървъра към клиента. Примери за отдалечена система, от която може да се извърши подобно изтегляне, е уеб сървър, FTP сървър, имейл сървър или друга подобна система.
Обратната операция се нарича качване или ъплоуд (на английски: upload) и представлява предаване на данни от локалната система към отдалечена система, от клиента към сървъра или друг клиент с намерението, че отдалечената система трябва да съхрани копие на данните, които се прехвърлят.
Двата термина се използват в случаите, когато изпратените или получени данни се съхраняват постоянно или поне за сравнително дълъг период, т.е. повече от временно. Като цяло, двата термина не се прилагат за нормалния (технически необходимия) обмен на информация между клиент и сървър. Например нормалното сърфиране в интернет не се счита за „изтегляне“, въпреки че техническите данни за уебсайта се предават от сървъра към клиента. Също така видео стриймингът не е „изтегляне“, защото данните се използват веднага щом се получат, докато предаването им все още е в ход и не могат да бъдат съхранени в дългосрочен план. Все повече сайтове, които предлагат поточно видео, например YouTube, го показват директно в браузъра и поставят ограничения върху възможността на потребителите да запазят тези материали на компютрите си. С други думи, „свалянето“ от подобни сайтове не е разрешено.